# Dionigi Tettamanzi
Dionigi Tettamanzi (Renate, 14 maart 1934 – Milaan, 5 augustus 2017) was een Italiaans geestelijke en een kardinaal van de Rooms-Katholieke Kerk.
Vanaf zijn elfde jaar volgde Tettamanzi een opleiding tot priester aan het seminarie Seveso San Pietro en later aan het seminarium Venego. Op 28 juni 1957 werd hij door kardinaal Montini, de latere paus Paulus VI, tot priester gewijd. In datzelfde jaar behaalde hij zijn doctoraat in de theologie.
Twintig jaar lang was Tettamanzi docent theologie aan diverse seminaries. Daarnaast schreef hij veel boeken, met name op pastoraal en moraal-theologisch vlak. Afgezien van zijn academisch werk was hij ook als pastoor werkzaam in diverse parochies.
In 1985 werd Tettamanzi benoemd tot ereprelaat van paus Johannes Paulus II. Ook was hij omstreeks die tijd financieel directeur van het dagblad Avvenire. Op 1 juli 1989 werd hij benoemd tot metropoliet-aartsbisschop van Ancona-Osimo; zijn bisschopswijding vond plaats op 23 september 1989. Hij werd in 1991 benoemd tot president van de Italiaanse bisschoppenconferentie. Op 25 mei 1995 werd hij benoemd tot aartsbisschop van Genua.
Tettamanzi werd tijden het consistorie van 21 februari 1998 kardinaal gecreëerd. Hij kreeg de rang van kardinaal-priester. Zijn titelkerk werd de Sant' Ambrogio e Carlo al Corso. Hij nam deel aan de conclaven van 2005 (waarbij hij genoemd als een mogelijke opvolger) en 2013.
Op 11 juli 2002 werd Tettamanzi benoemd tot aartsbisschop van Milaan. Na het bisdom Rome is het aartsbisdom Milaan de belangrijkste kerkprovincie van Italië. Er wonen vijf miljoen mensen in Milaan van wie er 4,8 miljoen staan ingeschreven als rooms-katholiek. Milaan kent een eigen ritus: de Ambrosiaanse ritus, die genoemd is naar de heilige Ambrosius.
Na het bereiken van de 75-jarige leeftijd in maart 2009 bleef Tettamanzi in functie tot paus Benedictus XVI zijn aftreden aanvaardde op 28 juni 2011. Hij werd opgevolgd door Angelo Scola.
Tettamanzi stond bekend als joviaal, hartelijk, typisch Italiaans en gematigd.
Hij werd 83 jaar oud.